# Benjamin Källman
Paul Benjamin Sven-Eber Källman (ur. 17 czerwca 1998 w Tammisaari) – fiński piłkarz szwedzkiego pochodzenia występujący na pozycji napastnika w niemieckim klubie Hannover 96 oraz w reprezentacji Finlandii.

## Kariera klubowa
Grę w piłkę nożną rozpoczął w klubie Ekenäs IF. Następnie występował w Interze Turku, Dundee FC, Vendsyssel FF, Viking FK i FK Haugesund. Latem 2022 roku został graczem Cracovii.
W 2025 roku został zawodnikiem Hannover 96.

## Życie prywatne
Urodził się w rodzinie należącej do mniejszości szwedzkiej, zamieszkującej region Uusimaa w Finlandii. Ma trójkę rodzeństwa. Jego ojciec Mikael Källman jest 117-krotnym reprezentantem Finlandii w piłce ręcznej (1982–1997) i 14 razy wybrany został najlepszym zawodnikiem w kraju.

## Sukcesy

### Zespołowe
Inter Turku
- Puchar Finlandii: 2017/18

Viking FK
- Puchar Norwegii: 2019

### Indywidualne
- król strzelców Veikkausliigi: 2021 (14 goli)[a]